# René Guénon
René Guénon (født 15. november 1886, i Blois, Frankrig, død 7. januar 1951 i Kairo, Egypten) var en fransk forfatter, filosof og metafysiker, der er bedst kendt for sit bidrag til traditionalistisk filosofi og religionssammenligning. Hans arbejde har haft indflydelse på forskellige intellektuelle og spirituelle bevægelser.
René Guénons liv var præget af en konstant søgen efter åndelig sandhed og en dyb mistillid til modernitetens udvikling. Hans tanker har haft en vedvarende indflydelse på forskellige åndelige og intellektuelle bevægelser, selv om hans synspunkter også har været genstand for kritik og debat.
Guénon døde i 1951 i Kairo, Egypten. Selvom hans synspunkter har haft en betydelig indflydelse på visse tænkningstraditioner, har de også været genstand for kritik, især for det synspunkt, at kun visse traditioner indeholder den "rene" eller "sand" lære.

## Liv
René Guénon viste tidligt en stor interesse for litteratur, filosofi og især for okkultisme og esoteriske emner.
Guénon modtog en traditionel katolsk uddannelse, men hans akademiske karriere blev afbrudt, og han forlod skolen i en relativt ung alder. I sine tidlige voksenår var Guénon involveret i okkulte og esoteriske cirkler og studerede emner som alkymi og teosofi. Hans søgen førte ham til at udforske forskellige mystiske og esoteriske traditioner.
Guénon konverterede til islam i 1912 og begyndte at studere og praktisere sufismen, den mystiske gren af islam. Han flyttede senere til Kairo, Egypten, hvor han tilbragte størstedelen af sit voksne liv. Guénon begyndte at udgive sit skriftlige arbejde, der fremhævede begrebet traditionelisme, som postulerede eksistensen af en fælles visdom i alle autentiske religiøse traditioner.Hans værker omfattede emner som symbolik, esoterisme og metafysik.
Guénon udviklede en stigende bekymring over modernitetens indflydelse på traditionelle værdier og spiritualitet. Han kritiserede sekularisme, materialisme og destruktive konsekvenser af teknologisk udvikling.
I Kairo fortsatte Guénon med sit skriveri og etablerede forbindelser med intellektuelle og religiøse kredse. Han blev aktiv i sufikredse og deltog i spirituelle praksisser og studier. René Guénon døde den 7. januar 1951 i Kairo, Egypten.

## Centrale ideer
Nøglepunkter ved René Guénons tanker inkluderer:

### Traditionalisme
Guénons mest kendte idé er traditionalisme, der postulerer, at der er en essentiel enhed i alle autentiske religiøse og metafysiske traditioner. Han mente, at disse traditioner indeholder en "prisca theologia" eller en tidløs visdom, der er fælles for alle kulturer.

### Perennialisme
Guénon argumenterede for perennialisme, en universel og tidløs lære, der findes bag de ydre former af verdens religioner. Han betonede vigtigheden af at genopdage denne essentielle visdom og undgå sekularisering og forfald.

### Esoterisme og symbolsk forståelse
Han var interesseret i esoterisme, mystik og symbolsk forståelse inden for forskellige religiøse traditioner. Guénon mente, at sand forståelse af religion kræver en dybere indsigt i de skjulte aspekter af symboler og ritualer.

### Kritik af modernitet
Guénon kritiserede moderniteten og dens sekulære tendenser. Han så en nedbrydning af traditionelle værdier og en stigende materialisme som årsager til samfundets forfald.

### Islam
I løbet af sit liv konverterede Guénon til islam og blev en sufimuslim. Han anså islam for at være en bevarelse af den traditionelle visdom og betragtede sufismen som en direkte vej til åndelig erkendelse.

## Kritik af Teosofien
René Guénon havde en kraftig kritik af teosofien, især på grund af hans opfattelse af, at teosofi ikke bevarede eller forstod de autentiske esoteriske principper og traditioner.
Guénon kritiserede teosofien for dens synkretiske tilgang, hvor elementer fra forskellige religiøse traditioner blev kombineret på en måde, der ifølge ham førte til overfladiskhed og tab af autentisk åndeligt indhold. Han påpegede, at teosofien manglede en dyb forståelse af de esoteriske principper og symboler, som den hævdede at repræsentere. Ifølge Guénon var teosofien mere orienteret mod det ydre og symbolske aspekt af spiritualitet og forsømte det dybere indhold.
Guénon, der selv var dybt engageret i studiet af østlige traditioner, kritiserede teosofien for at give en ufuldstændig og forvansket repræsentation af disse traditioner. Han mente, at teosofien ofte udvalgte og manipulerede aspekter af østlig visdom for at passe ind i dens egen syntese. En central del af Guénons kritik var teosofiens mangel på forankring i en autentisk tradition. Han mente, at teosofien manglede forbindelsen til de oprindelige esoteriske strukturer, som den hævdede at repræsentere.
Guénon kritiserede teosofien for dens stærke fokus på okkulte praksisser og fænomener uden at have en solid teologisk eller metafysisk ramme. Han advarede mod farerne ved at fokusere for meget på overnaturlige aspekter uden den nødvendige åndelige forståelse. Teosofien blev kritiseret for dens misforståelse eller trivialisering af initieringsprocessen. Guénon mente, at teosofien undervurderede betydningen af en levende og autentisk initieringslinje.

## Sekundærlitteratur
- Bisson, David (2013): René Guénon, une politique de l'esprit. Paris, Pierre-Guillaume de Roux
- Chacornac, Paul. La vie simple de René Guénon. FeniXX, 1996.
- Grison, Pierre et Jean-Louis (1953), Deux aspects de l’œuvre de René Guénon. France Asie, Saïgon
- Vâlsan, Michel (1953). L'Islam et la fonction de René Guénon. Paris, Publié dans les Études traditionnelles en Janvier-Février
- Waterfield, R. (2005). René Guenon and the Future of the West: The Life and Writings of a 20th century Metaphysician. Sophia Perennis.